# Cementiri Imperial Musashi
El cementiri imperial de Musashi (武蔵陵墓地, Musashi ryōbochi en japonès) és un conjunt de mausoleus imperials situat a Hachiōji, a la prefectura de Tòquio. Conté les tombes dels emperadors Taishō (Yoshihito) i Shōwa (Hirohito) i de les emperadrius Teimei i Kōjun. Els quatre mausoleus que hi ha s'anomenen respectivament Tama no Misasagi (多 摩 陵), Tama no Higashi no Misasagi (多 摩 東陵), Musashino no Misasagi (武 藏 野 陵) i Musashino no Higashi no Misasagi (武 藏)東陵).

## Història
Taishō va ser el primer emperador del Japó a ser enterrat a Tòquio. Se l'ha anomenat sovint el primer "emperador de Tòquio", perquè va ser el primer a viure tota la seva vida en aquesta ciutat o prop d'ella. El seu pare, l'emperador Meiji, va néixer i es va criar a Kyoto, i tot i que més tard va viure i, fins i tot, va morir Tòquio, el seu mausoleu es troba als afores de Kyoto, prop de les tombes dels seus avantpassats imperials.
Està sota l'administració del Departament d'Arxius i de Mausoleus.

## Disseny
El cementiri imperial d'Hachiōji està dissenyat com un espai de plantació semi-natural. A part dels mausoleus imperials, amb la part superior de pedra, també conté monuments més petits i estructures religioses, com Toriis.

## Tombes
| Nom                          | Any de defunció | Nom del mausoleu                              | Imatge | Coordenates                                                     |
| ---------------------------- | --------------- | --------------------------------------------- | ------ | --------------------------------------------------------------- |
| Emperador Taishō (Yoshihito) | 1926            | Tama no Misasagi (多摩陵)                     |        | 35° 39′ 1.5″ N, 139° 16′ 48″ E / 35.650417°N,139.28000°E        |
| EmperadriuTeimei             | 1951            | Tama no Higashi no Misasagi (多摩東陵)        |        | 35° 39′ 00.5″ N, 139° 16′ 50.82″ E / 35.650139°N,139.2807833°E  |
| Emperador Shōwa (Hirohito)   | 1989            | Musashino no Misasagi (武藏野陵)              |        | 35° 39′ 4.71″ N, 139° 16′ 53.28″ E / 35.6513083°N,139.2814667°E |
| Emperadriu Kōjun             | 2000            | Musashino no Higashi no Misasagi (武藏野東陵) |        | 35° 39′ 2.93″ N, 139° 16′ 57″ E / 35.6508139°N,139.28250°E      |